# Constantin Doichiță
Constantin Doichiță (n. 21 mai 1951, Săcele, județul Brașov) ceramist și sculptor
Studii: Institutul de artă “Nicolae Grigorescu”, București, secția ceramică, promoția 1974

## Biografie și expoziții
Din 1991 profesor de sculptură la Liceul de Artă din Arad;
Membru al filialei din Arad a Uniunii Artiștilor Plastici din România
Participant la numeroase expoziții de grup organizate de filiala din Arad a Uniunii Artiștilor Plastici din România începând din 1976, atât în Arad cât și în țară si străinătate cu lucrări de grafica , pictură si sculptură.
Participant la simpozioane de sculptură:
Arad – “Malul Mureșului“ doua piese (1980-1982);
Căsoaia (1981); 
Izvorul Mureșului (1986).